# モツ・オネ島

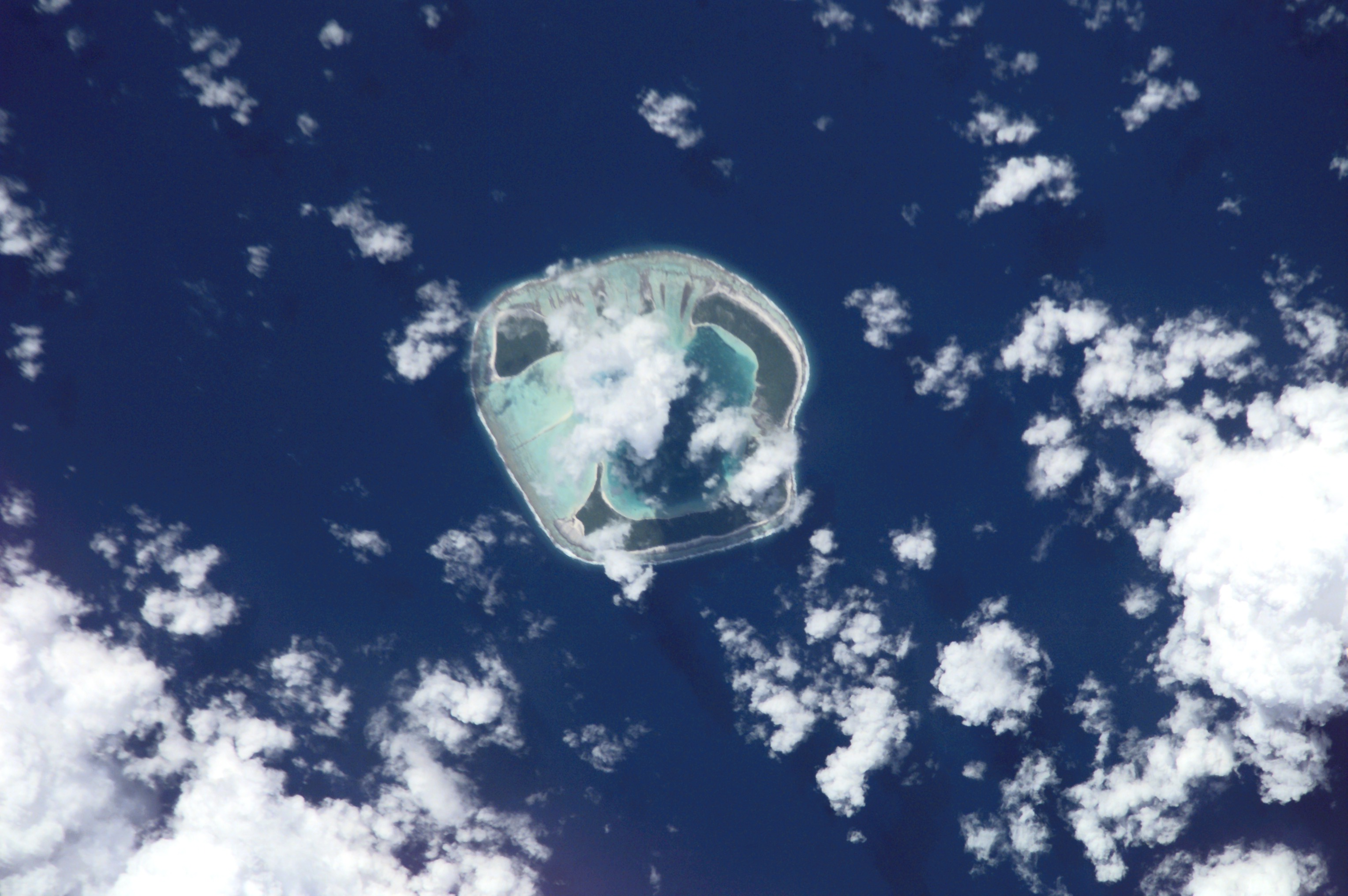
モツ・オネ島の衛星写真

モツ・オネ島（Motu One）は、フランス領ポリネシアに属する島。別名はベリングスハウゼン島 (Bellinghausen)であるが、これはファビアン・ゴットリープ・フォン・ベリングスハウゼンの探検によってこの島が初めて西洋に知られたからである。リーワード諸島に属する。黒真珠の母貝やウミガメの産卵地として、全島が自然保護区に指定されている。